# Gaspard de Besse
Pour les articles homonymes, voir Besse.
Gaspard Bouis, dit Gaspard de Besse (né à Besse-sur-Issole (Var) le 9 février 1757 et mort à 24 ans, roué à Aix-en-Provence le 25 octobre 1781), est un brigand provençal qui a opéré dans les massifs de la Sainte-Baume, des Maures, de l'Étoile, de l'Estérel ainsi que dans les gorges d'Ollioules.
Dans Les Misérables, première partie Fantine, livre premier Un juste, chapitre VII, Cravatte, Victor Hugo l'évoque sous le nom de Gaspard Bès.

## Biographie
Gaspard Bouis naît à Besse-sur-Issole le 9 février 1757 dans la rue dite des Porches, fils de Jean Baptiste Bouis, ménager et de Thérèse Roux. Le père de Gaspard décède un an après sa naissance. Il est baptisé dans l'église du village, datant du XIe siècle dédiée à Marie-Madeleine. Seuls le prêtre Barban et son parrain Gaspard Bouis signent.  Sa mère se remarie en 1760 avec François Mourian. De cette union naît une demi-sœur Marie-Anne dont il est le parrain.  
Il reçoit une éducation au-dessus de sa condition, vraisemblablement de la part du prêtre d'Issole, puisqu’à son procès il s'exprime en bon français, cite les auteurs latins et les philosophes de son siècle. 
En 1774, à l'âge de 17 ans, Gaspard quitte son Issole pour rejoindre Toulon. 
Moins documenté est son apprentissage du banditisme. Compte tenu de la redistribution des biens dérobés à des populations modestes, ses gestes sont clairement liés à ses propres origines modestes face à la fiscalité de l’époque et aux abus exercés par les fermiers généraux. 
La légende veut qu’il ait été révolté par le traitement infligé à une femme de La-Valette-du-Var, Claire Augias, mère de quatre enfants, promise à la misère après la condamnation au bagne de son mari, surpris dans la revente de quelques kilos de sel dérobés. Gaspard a vraisemblablement organisé l’évasion de cet homme, Jacques Augias, originaire de La Valette ainsi que de Joseph Bouilly, originaire de Vidauban. Les deux hommes deviendront ses lieutenants. 
Afin d'étoffer ses troupes, il organise l'évasion d'autres détenus du bagne de Toulon. Leurs lieux de refuge sont les grottes de toute la région, dont les plus célèbres restent le « trou de Besse » près d'Ollioules, dans le massif de Saint-Quinis, et celle du mont Vinaigre, mais aussi l'auberge des Adrets, dans le massif de l'Esterel entre Mandelieu et Fréjus. 
Ils font leurs premières armes à Cuges-les-Pins, relais pour les diligences locales comme pour les turgotines en provenance ou en partance vers l'Italie. Usant de ruse, de malice et de séduction, ils dépouillent marchands et voyageurs. Leur mode opératoire repose sur la surprise, leur devise aurait été « Effrayez mais ne tuez point ! ». Ils tendent des guet-apens le long du col de l'Ange, entre Gémenos et Cuges pour rançonner les diligences. 
Son habileté à dépouiller les étrangers fortunés de passage  ainsi que ses dons aux pauvres le rendent sympathique aux populations locales, lesquelles lui forgent une légende de « Mandrin provençal », « brigand des garrigues »  et de « Robin des Bois provençal ». Repéré par la Maréchaussée, il est arrêté une première fois en 1779 dans l’Estérel et emprisonné à Draguignan. Il parvient à s’en évader mais sera repris en septembre 1780 dans une auberge à La Valette-du-Var, sans doute à la suite de la trahison de l'un de ses compagnons. Les accusateurs sont bien évidemment ceux qu'il a détroussés, et les fermiers généraux, la population est toute acquise à sa cause. D'abord incarcéré à Draguignan, il est transféré à  Aix-en-Provence pour y être jugé. Aimé du peuple, il est jusqu'au bout soutenu par les Provençaux. Son procès dure un an. Lors d'une intervention, il clame « Les deux fléaux de la Provence sont le mistral et le parlement  ».
Gaspard de Besse n'aurait jamais tué ni blessé quiconque mais il est néanmoins condamné pour l'exemple pour « crime de vol sur grand chemin avec armes ». À ce titre, il subit le supplice de la roue devant une foule émue, et sa tête coupée est clouée à un piquet le 25 octobre 1781 sur décision du parlement et mise à l'entrée du bois des Taillades (Vernègues). 
Une des actions les plus spectaculaires de Gaspard de Besse aurait été menée au château de Fontblanche, à Cassis. Gaspard se serait introduit incognito au château en pleine fête, vêtu en gentilhomme et aurait alors charmé les nobles et riches marchands tout en les détroussant de leurs biens les plus précieux.
La légende veut que le trésor personnel de Gaspard de Besse soit enfoui dans la plaine de Cuges-les-Pins. De fait, depuis de nombreuses années, des chasseurs de trésors arpentent la plaine en vue de le découvrir. À ce jour, seule une petite bourse de pièces d'or a été découverte. Rien ne prouve qu'elle ait été la propriété de Gaspard de Besse. Le trésor reste un mystère.

## Dans la culture
- 1882 : Les Treize Femmes de Gaspard de Besse : roman inédit, de Paul Bosq et Théodore Henry[10], réédition Hachette Livre BNF (2016).
- 1986 : Gaspard de Besse, de Jacques Bens, Ramsay, Goncourt du récit historique 1987.
- 1988 : Une nuit de Gaspard de Besse, roman de Nicole Ciravegna, éditions Jeanne Laffitte.
- 1919 : Gaspard de Besse - un bandit à la française, roman de Jean Aicard.
- 1935 : Gaspard de Besse, film d'André Hugon.
- Depuis 2000 (série en cours en 2021) : Gaspard de Besse, bande dessinée de Behem (scénario, dessin), couleurs de Fabien Rypert, éditions Prestance diffusion, 21 albums à cette date - La Légende existe en version anglaise.
- 2007 : Gaspard le bandit, téléfilm français de Benoît Jacquot, diffusion sur Arte.

## Publications
- Gaspard de Besso, Pouemo en très chants su la priso, la conduito eis prisoun d’Aï et l’execution de Gaspard de Besso, complainte anonyme en provençal, publiée l'année même de l'exécution, Aix, 1781